# سنت آلبنز
latitudeسنت آلبنزlongitudeسنت آلبنز
سنت آلبنز (به انگلیسی: Saint Albans) شهری در کشور انگلستان است که این کشور خود بخشی از بریتانیا محسوب می‌شود. این شهر در سال ۱۹۹۱ میلادی ۸۰٫۳۷۶ نفر جمعیت داشته و در سرشماری سال ۲۰۰۱ جمعیت آن به ۸۲٫۴۲۹ نفر رسیده‌است. میزان رشد سالانهٔ جمعیت سنت آلبنز ‎-۰٫۲۶ درصد می‌باشد و جمعیت این شهر در سال ۲۰۱۲ به ۸۰٫۰۶۸ نفر تغییر یافت.

## نگارخانه

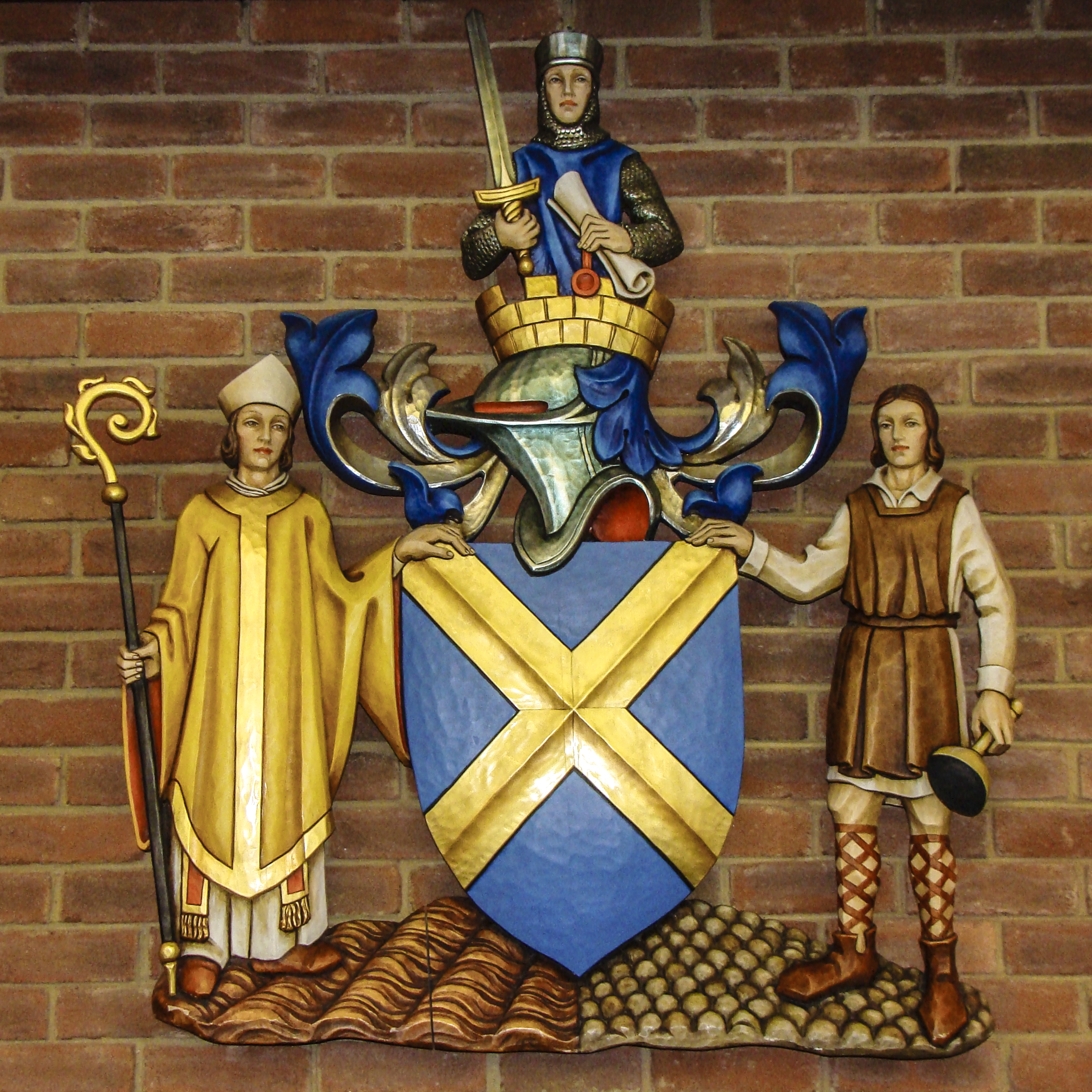
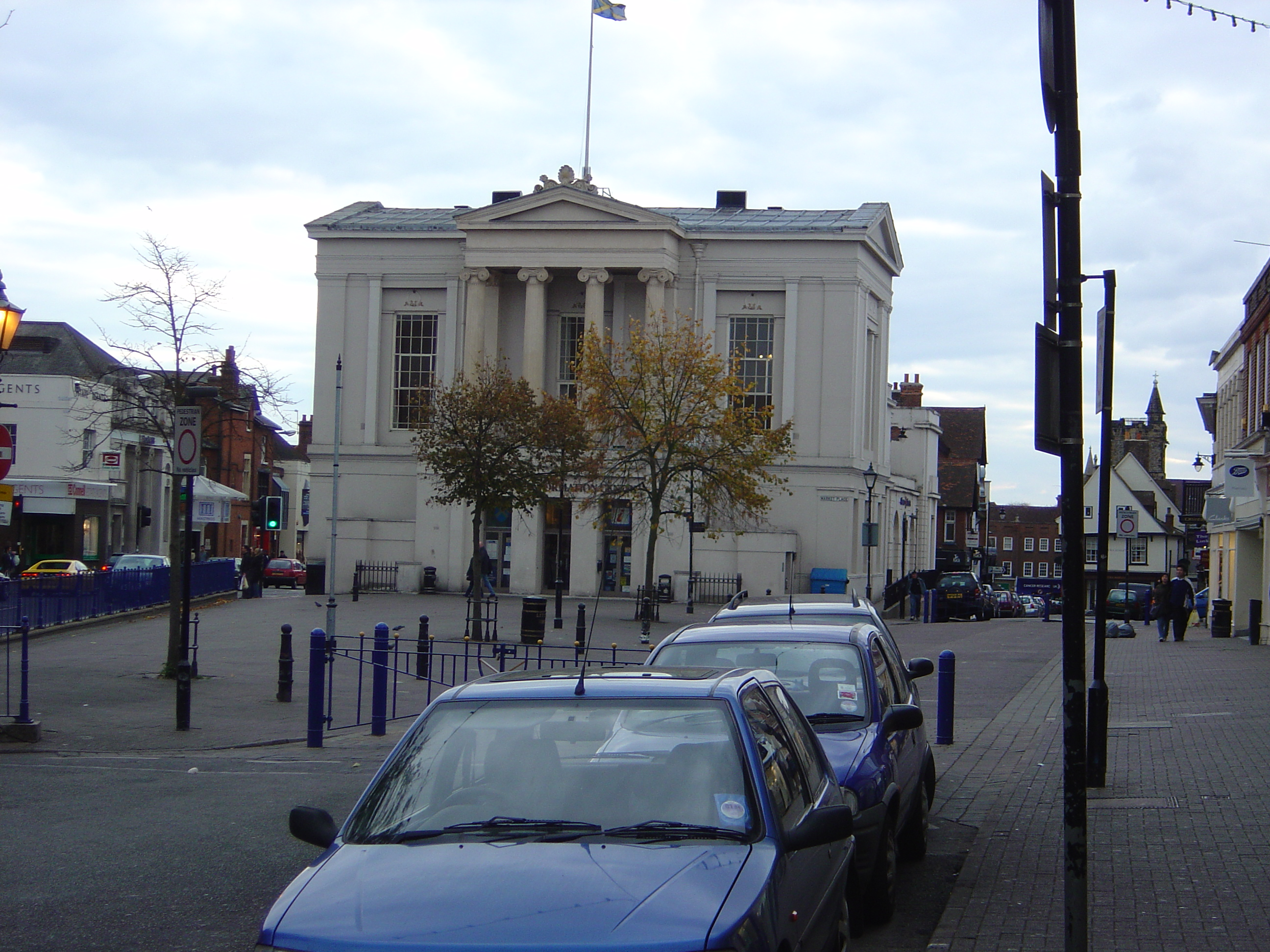
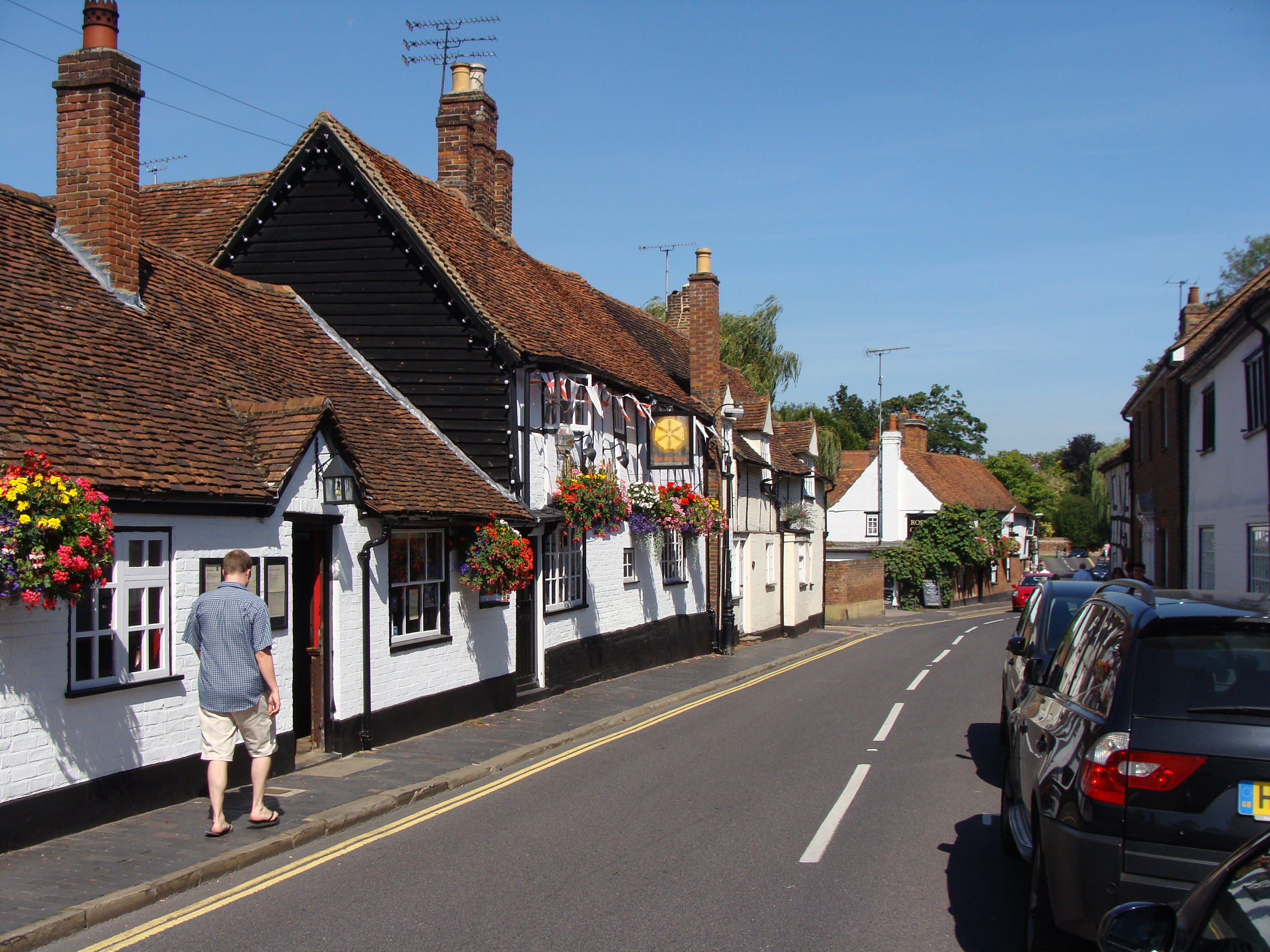
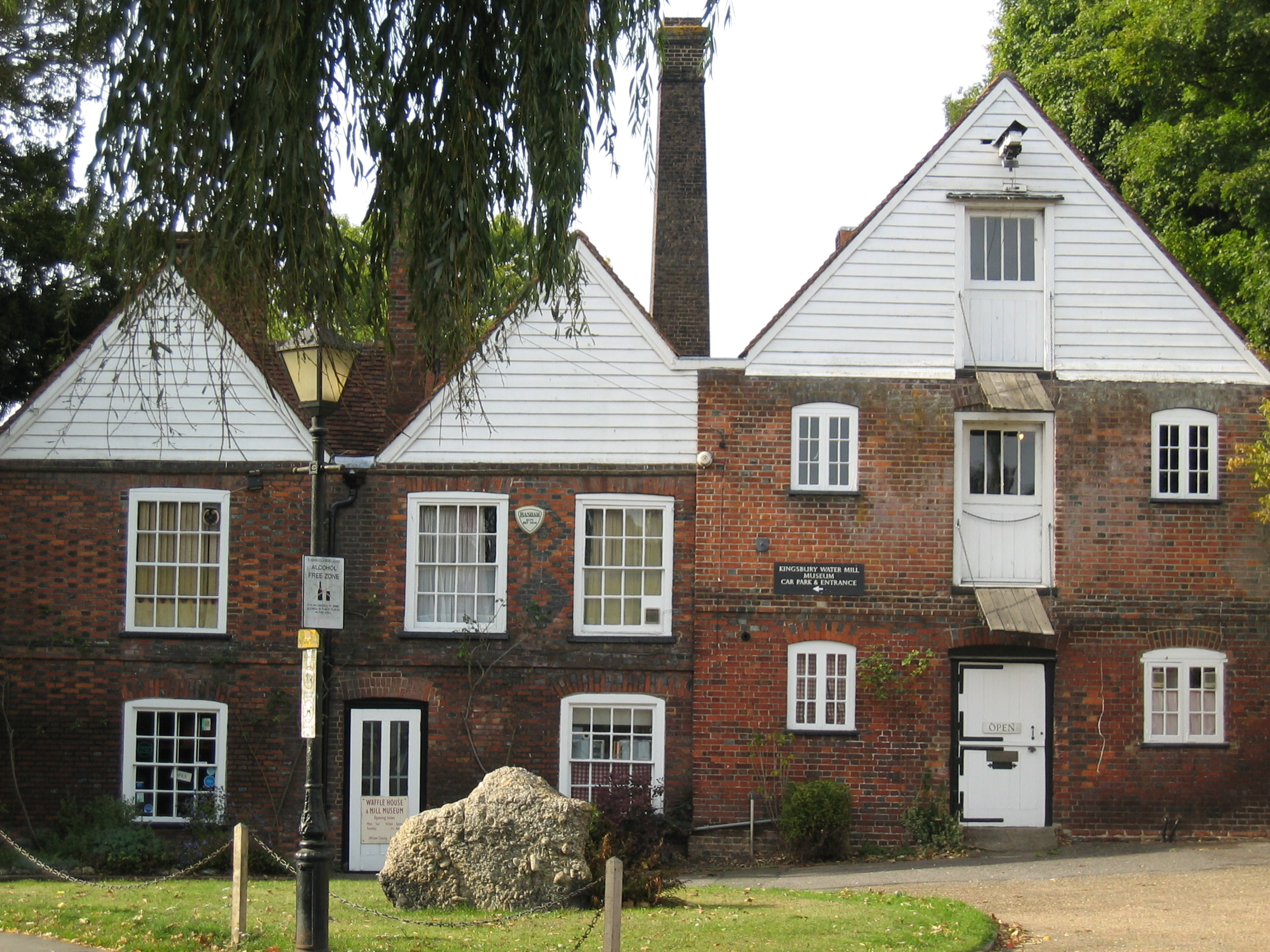
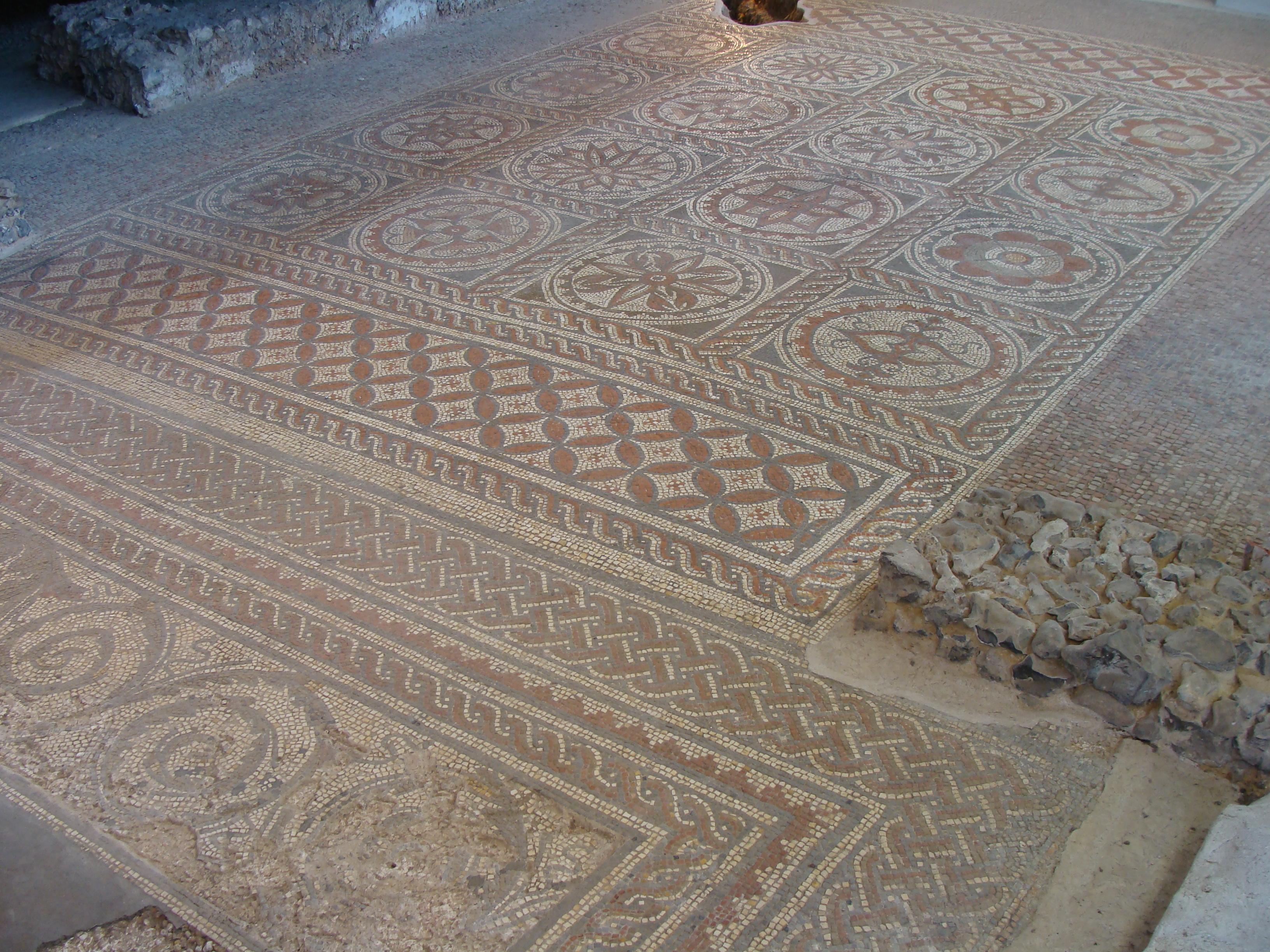
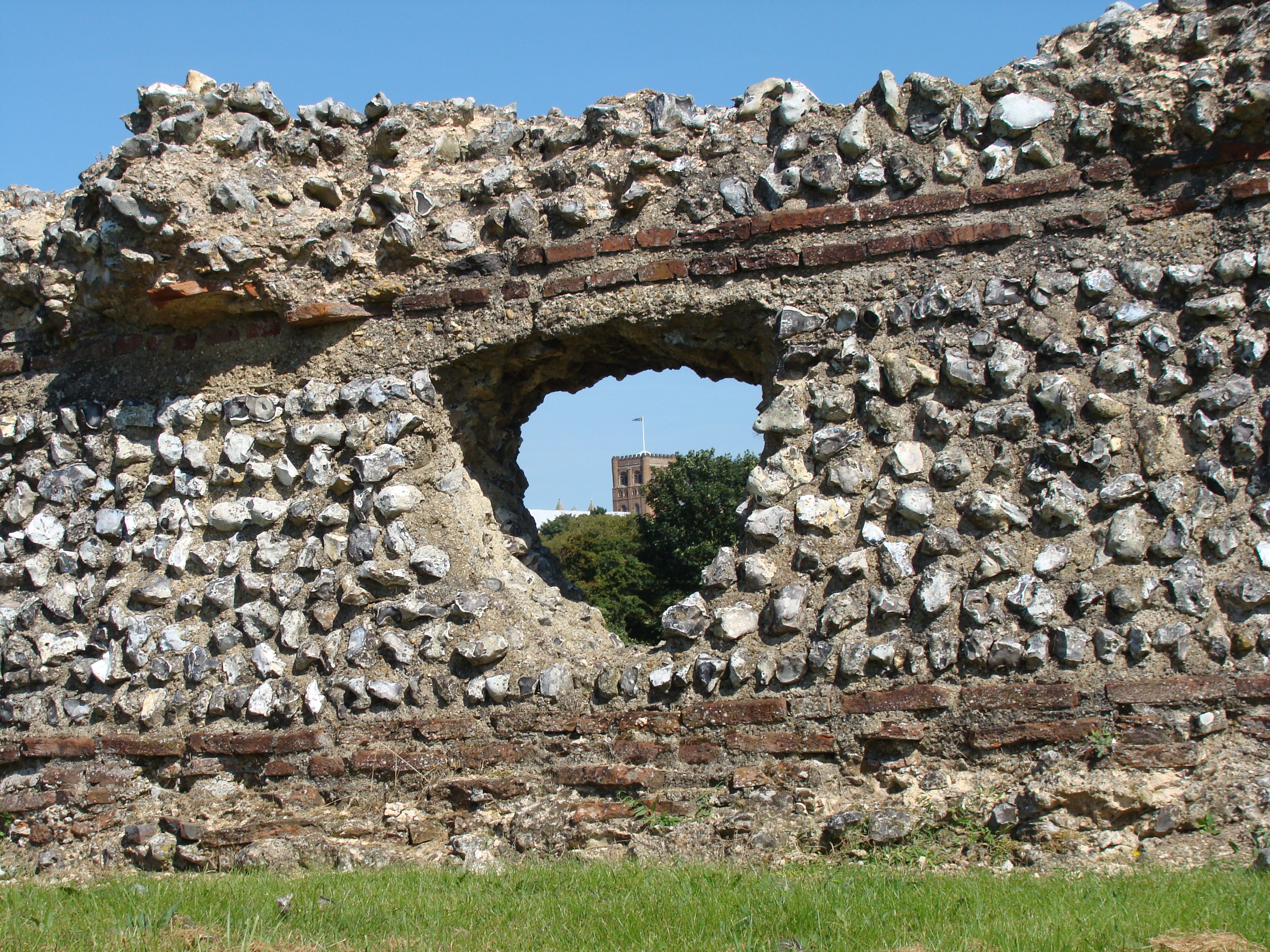
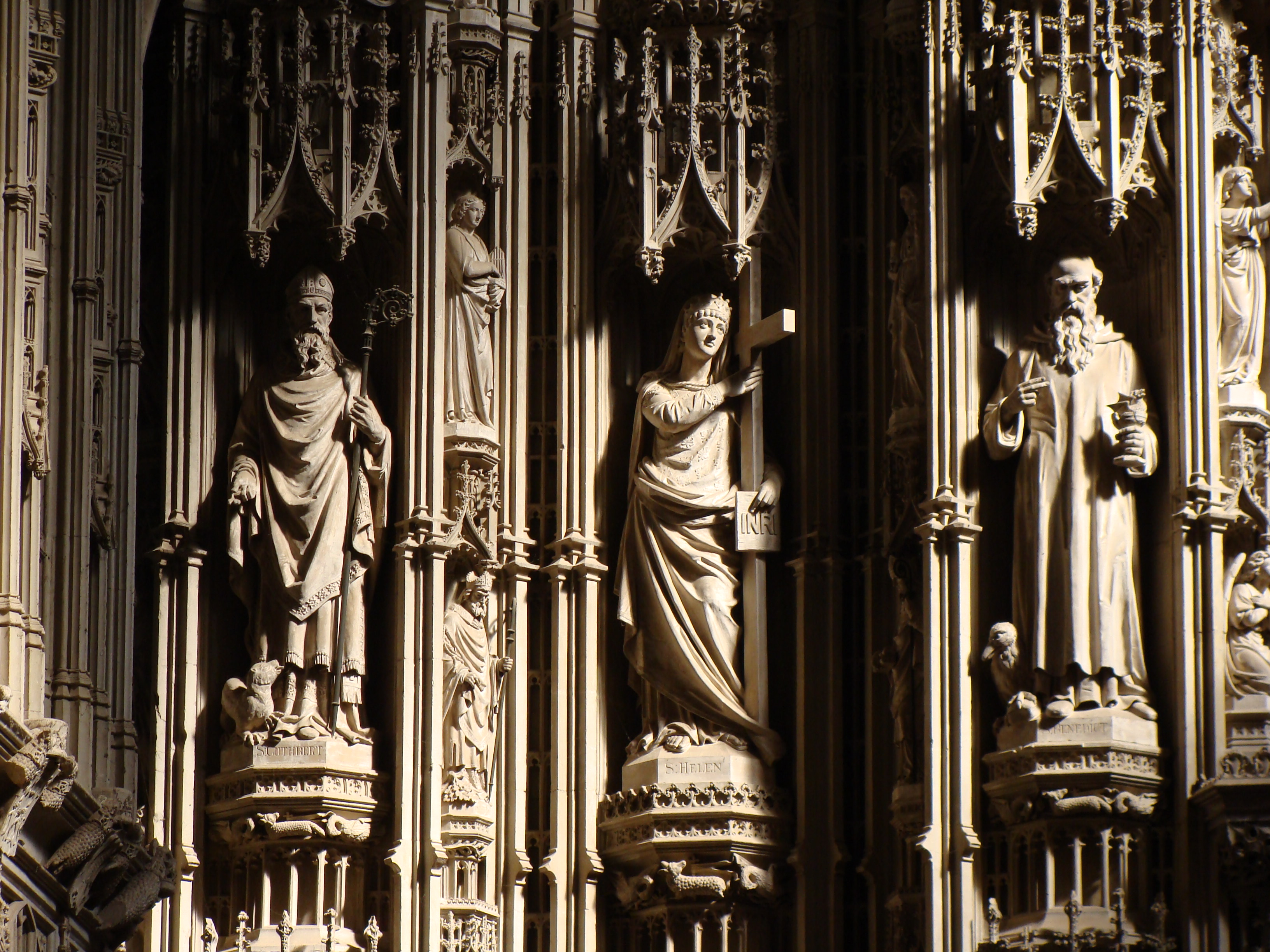